# Jakasna
Jakasna fou un petit estat tributari protegit de l'agència de Mahi Kantha, a la província de Gujarat, presidència de Bombai, Índia. La capital era el poble de Jakasna avui al districte de Mehsana, a l'estat del Gujarat, amb 2.212 habitants (2001).